# JFK (film)
JFK este un thriller politic⁠(d) american din 1991. Filmul examinează evenimentele care au condus la asasinarea lui John F. Kennedy în 1963 și presupusa mușamalizare prin ochii fostului procuror din New Orleans Jim Garrison⁠(d). Acesta a intentat un proces⁠(d) împotriva omului de afaceri Clay Shaw⁠(d), convins de participarea sa la asasinarea lui Kennedy, negând astfel opinia Comisiei Warren⁠(d), care îl considera pe Lee Harvey Oswald drept unicul asasin.
Filmul a fost regizat de Oliver Stone, reprezentând o adaptare a lucrărilor On the Trail of the Assassins⁠(d) (1988) de Jim Garrison și Crossfire: The Plot That Killed Kennedy (1989) de Jim Marrs⁠(d). Stone a descris această relatare ca fiind un „contra-mit” la „mitul fictiv” al Comisiei Warren.
Filmul a creat numeroase controverse. La lansarea sa în cinematografe, multe ziare americane importante au publicat editoriale în care îl acuzau pe Stone că a modificat fapte istorice, inclusiv prin implicarea vicepreședintelui Lyndon B. Johnson în asasinarea lui Kennedy. În ciuda controverselor create de povestea filmului, JFK a primit recenzii pozitive din partea criticilor pentru interpretările actorilor, regie, muzică, montaj și cinematografie. Filmul a câștigat peste 205 milioane de dolari la nivel mondial, devenind al șaselea film cu cele mai mari încasări din 1991.
JFK a fost nominalizat la opt premii Oscar - inclusiv cel mai bun film, cel mai bun regizor și cel mai bun actor în rol secundar pentru Tommy Lee Jones - și a câștigat la două categorii: cea mai bună imagine și cel mai bun montaj. A fost primul film al lui Stone despre președinții americani, fiind urmat de Nixon⁠(d) (1995) și W.⁠(d) (2008).

## Rezumat
În timpul discursului de final de mandat⁠(d) din 1961, președintele în exercițiu Dwight D. Eisenhower avertizează poporul american cu privire la dezvoltarea „complexului militar-industrial⁠(d). Mandatul succesorului său - John F. Kennedy - este marcat de invazia din Golfului Porcilor și criza rachetelor cubaneze; Kennedy este asasinat în Dealey Plaza⁠(d) din Dallas, Texas pe 22 noiembrie 1963. Presupusul asasin, Lee Harvey Oswald, este arestat pentru uciderea ofițerului de poliție J. D. Tippit⁠(d), însă acesta este ucis la rândul său de omul de afaceri Jack Ruby. Procurorul districtului⁠(d) din New Orleans - Jim Garrison⁠(d) - și echipa sa investighează potențialele legături ale unor locuitori din New Orleans cu asasinarea președintelui Statelor Unite, printre care pilotul David Ferrie⁠(d), dar ancheta acestora este mustrată public de către guvernul federal, iar Garrison anulează investigația.
Ancheta este redeschisă în 1966, după ce Garrison citește Raportul Comisiei Warren⁠(d) și observă în text numeroase inconsistențe. Acesta și personalul său interoghează persoanele asociate cu Oswald și Ferrie. Un astfel de martor este Willie O'Keefe, un prostituat care ispășește cinci ani de închisoare pentru prostituție⁠(d); O'Keefe declară că l-a văzut pe Ferrie discutând despre asasinarea președintelui, că pilotul s-a întâlnit pentru scurt timp cu Oswald și că a avut relații romantice cu un bărbat pe nume „Clay Bertrand⁠(d)”. Garrison și echipa sa ajung la concluzia că Oswald a fost un agent al CIA, iar asocierea sa cu asasinarea lui Kennedy a fost o înscenare.
În 1967, Garrison și stafful său interoghează mai mulți martori ai asasinării președintelui, inclusiv Jean Hill⁠(d), o profesoară care susține că a observat un bărbat înarmat pe colină, că Serviciile Secrete⁠(d) au forțat-o să declare că trei împușcături au venit dinspre depozitul de cărți, iar declarațiile sale au fost modificate de Comisia Warren. De asemenea, echipa lui Garrison a testat o pușcă descărcată la depozitul de cărți, de unde se presupune că Oswald l-a împușcat pe Kennedy, și au ajuns la concluzia că acesta era un țintaș mult prea slab pentru a-l nimeri pe președinte; prin urmare, trebuie să existe mai mulți trăgători. Garrison consideră că omul de afaceri Clay Shaw⁠(d) din New Orleans este de fapt „Clay Bertrand”. Când Shaw este interogat, acesta neagă orice legătură cu Ferrie, O'Keefe sau Oswald. Unii martori cheie sunt intimidați și refuză să depună mărturie, în timp ce alții, precum Ruby și Ferrie, sunt uciși în circumstanțe suspecte. Înainte de moartea sa, Ferrie era convins că este urmărit și îi dezvăluie lui Garrison că a existat un plan pentru a-l asasina pe Kennedy. Procurorul se întâlnește cu o persoană oficială importantă în Washington, D. C. numită „X”. Aceasta sugerează o lovitură de stat pusă la cale de oficialități din guvern, membri ai CIA, membri ai mafiei, complexul militar-industrial, Serviciile Secrete, FBI și vicepreședintele Lyndon Baines Johnson fiind fie conspiratori, fie implicați în ascunderea adevărului despre asasinare. X susține că președintele a fost ucis, deoarece și-a dorit să scoată Statele Unite din Războiul din Vietnam și să distrugă CIA. De asemenea, îl încurajează pe Garrison să continue investigațiile și să-l pună sub acuzare pe Shaw. 
Unii membri ai staffului lui Garrison încep să pună la îndoială motivele sale și modul în care abordează investigația, motiv pentru care părăsesc ancheta. Căsnicia lui Garrison este tulburată de faptul că acesta își petrece mai mult timp cercetând cazul decât cu propria familie. După ce fiica sa primește un telefon sinistru, soția sa Liz îl acuză de egoism și că i-a intentat un proces lui Shaw, deoarece este homosexual. Mai mult, Garrison este criticat atât la televizor, cât și în ziare pe motiv că utilizează banii contribuabililor în mod neproductiv. Garrison bănuiește că există o legătură între asasinarea lui Martin Luther King Jr. și asasinarea lui Robert F. Kennedy.
Procesul lui Clay Shaw⁠(d) are loc în 1969. Garrison își susține cazul începând cu o respingere a teoriei glonțului magic⁠(d) și propune un scenariu în care trei asasini trag șase împușcături, iar Oswald este găsit țap ispășitor. Juriul însă în achită pe Shaw după mai puțin de o oră de discuții. Membrii acelui juriu declară public că a existat o conspirație, dar nu sunt suficiente dovezi pentru a-l implica pe Shaw.

## Distribuție
- Kevin Costner - Jim Garrison
- Kevin Bacon - Willie O'Keefe
- Tommy Lee Jones - Clay Shaw / Clay Bertrand
- Laurie Metcalf - Susie Cox
- Gary Oldman - Lee Harvey Oswald
- Michael Rooker - Bill Broussard
- Jay O. Sanders - Lou Ivon
- Sissy Spacek - Liz Garrison
- Joe Pesci - David Ferrie
- Beata Poźniak - Marina Oswald Porter
- Jack Lemmon - Jack Martin
- Walter Matthau - Senatorul Russell B. Long
- Donald Sutherland - Mr. X
- Ed Asner - Guy Banister
- Brian Doyle-Murray - Jack Ruby
- John Candy - Dean Andrews Jr.
- Sally Kirkland - Rose Cheramie
- Wayne Knight - Numa Bertel
- Pruitt Taylor Vince - Lee Bowers
- Tony Plana - Carlos Bringuier
- Vincent D'Onofrio - Bill Newman
- Dale Dye - General Y
- Lolita Davidovich - Beverly Oliver
- Ellen McElduff - Jean Hill
- John Larroquette - Jerry Johnson
- Willem Oltmans - George de Mohrenschildt
- Tomas Milian - Leopoldo
- Gary Grubbs - Al Oser
- Ron Rifkin - Dl. Goldberg / Spiesel
- Peter Maloney - Colonelul Finck
- John Finnegan - Judecătorul Haggerty
- Wayne Tippit - Agentul FBI Frank
- Jo Anderson - Julia Ann Mercer
- Bob Gunton - Prezentator știri
- Frank Whaley - Oswald (impostor)
- Jim Garrison - Earl Warren